# Orthops basalis
Orthops basalis är en insektsart som först beskrevs av A. Costa 1853.  Orthops basalis ingår i släktet Orthops, och familjen ängsskinnbaggar. Arten är reproducerande i Sverige.

## Bildgalleri

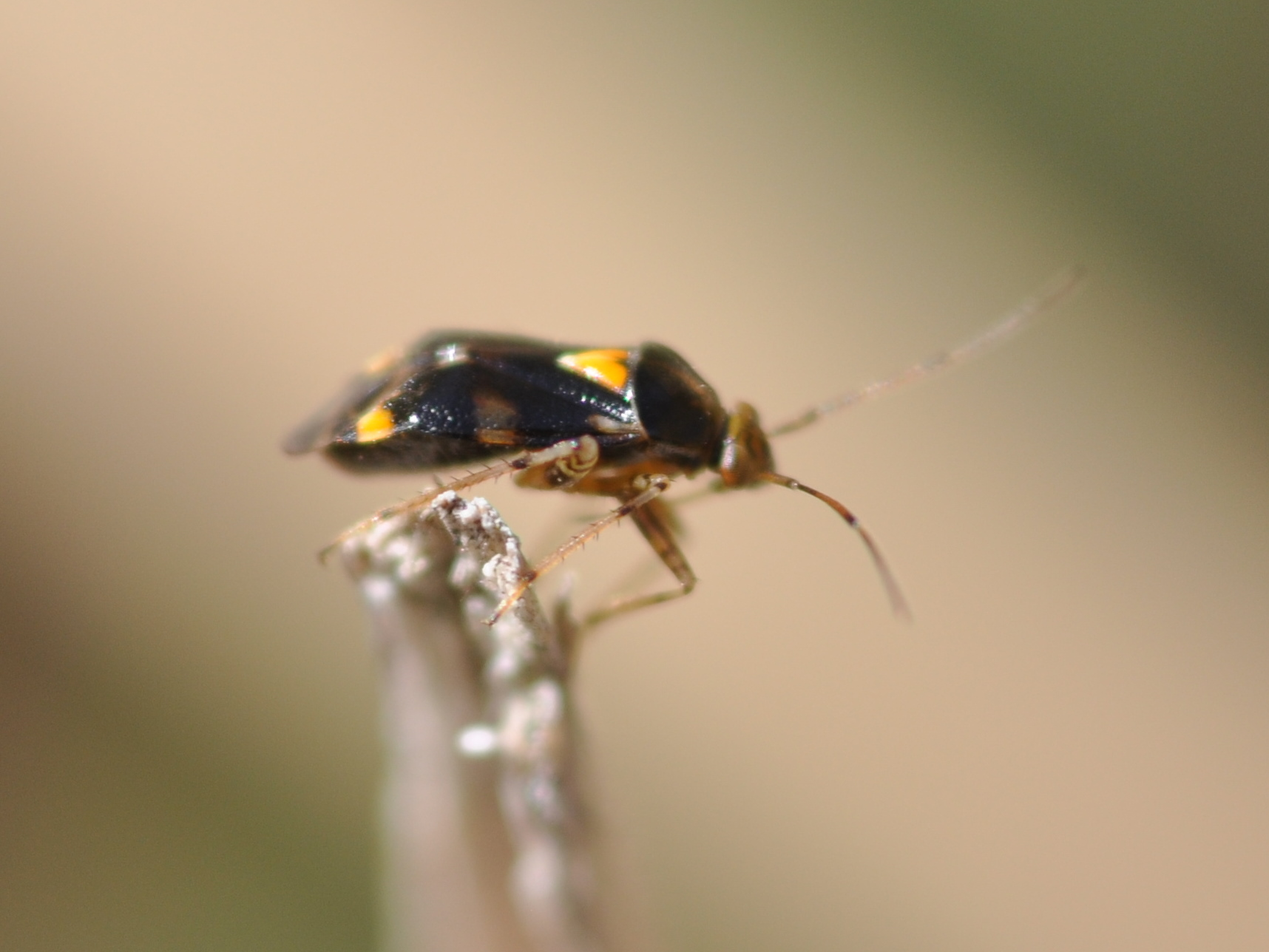
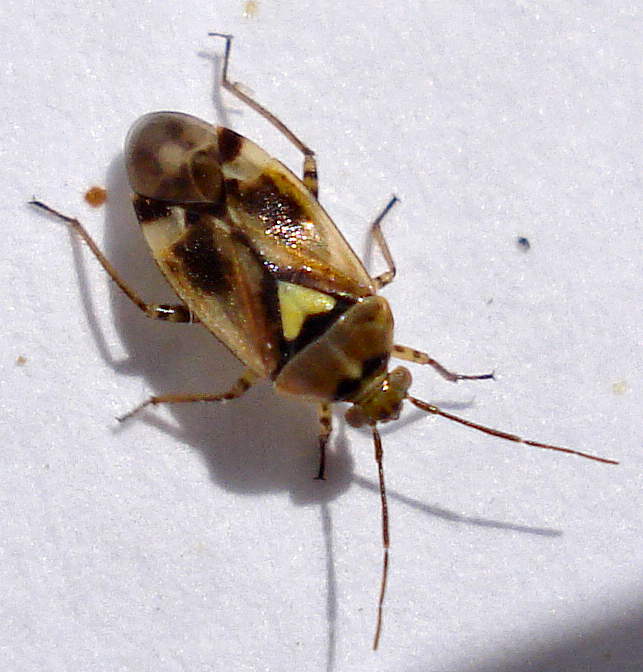
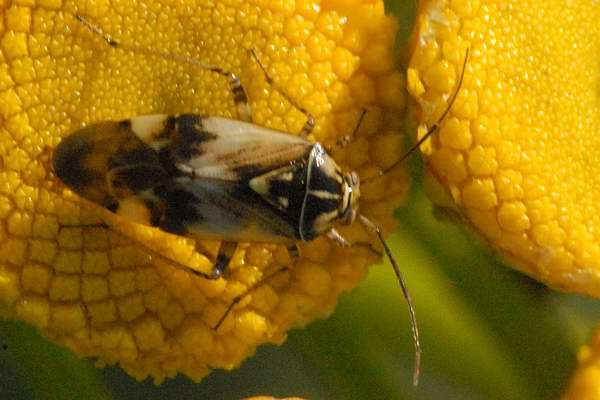